# Anoteropora inarmata
Anoteropora inarmata is een mosdiertjessoort uit de familie van de Mamilloporidae. De wetenschappelijke naam van de soort is voor het eerst geldig gepubliceerd in 1966 door Cook.